# Assassin's Creed Valhalla
Assassin's Creed Valhalla es un videojuego de rol de acción desarrollado por Ubisoft Montreal y publicado por Ubisoft. Es el decimosegundo en importancia y el vigesimosegundo lanzado dentro de la saga de Assassin Creed, y sucesor al juego del 2018 Assassin's Creed Odyssey.
Ambientado en el siglo IX, el juego tiene lugar durante la invasión de Gran Bretaña por parte de los vikingos, con el jugador controlando al guerrero vikingo Eivor dirigiendo a su pueblo contra el rey sajón Alfredo el Grande y sus reinos vasallos, a los que controla a través de una secta pagana llamada la Orden de los Antiguos, y que pretende cristianizarla.
Se lanzó el 10 de noviembre de 2020 para Microsoft Windows, PlayStation 4, Xbox One, y Google Stadia, y para las consolas de próxima generación, PlayStation 5 y Xbox Series X|S. Recibió críticas generalmente positivas, con elogios por la narrativa, los personajes, la actuación vocal, la calidad de las imágenes, la banda sonora, el diseño del mundo y la interconectividad de las actividades, mientras que recibió crítica por su duración, problemas técnicos, estructura repetitiva y dependencia de las microtransacciones para las actualizaciones del juego. El juego tuvo el lanzamiento más grande de la serie Assassin's Creed hasta la fecha, vendiendo la mayor cantidad de copias en su primera semana.

## Jugabilidad
Como su predecesor, el juego se basa en fuertes mecánicas RPG. Los jugadores controlan a Eivor, un invasor vikingo quien dirige a su pueblo desde Noruega en incursiones y batallas en contra del rey Alfredo el Grande y los cuatro reinos medievales de la Inglaterra anglosajona (Wessex, Northumbria, Estanglia, y Mercia) hacia finales del siglo IX durante la invasión de Gran Bretaña. Pese a que el juego está diseñado para ser históricamente cuidadoso, elementos de mitología nórdica aparecerán en la historia, pero estarán basados en cómo Eivor y los vikingos tomen los acontecimientos futuros como señales de la intervención de sus dioses, según el director de juego Ashraf Ismail. Además, el juego continuará entrelazando los acontecimientos del presente relacionados con los Templarios y Asesinos, que han acompañado a la saga.
Los jugadores tendrán la elección de jugar con Eivor como personaje masculino o femenino y serán capaz de seleccionar su cabello, pintura de guerra, ropa y armadura. Thierry Noel, un asesor del juego, declaró que mientras existe todavía un debate histórico sobre cuántas mujeres participaron como guerreras dentro de los vikingos, Ubisoft cree que "Las sagas y los mitos de la sociedad nórdica están llenos de fuertes personajes femeninos y guerreros. Era parte de su idea del mundo, que las mujeres y los hombres son igualmente formidables en la batalla, y eso es algo que Assassin’s Creed Valhalla reflejará." El combate ha sido modificado para permitir el uso doble de casi cualquier arma. La mecánica de ojo de Águila se espera que regrese, en la forma de un cuervo, siendo Synin el compañero animal en el juego que explore las áreas cercanas como anteriores compañeras aves habían hecho en Origins y Odyssey. Las elecciones del jugador a través de conversación o juego tendrán impactos en los personajes y sus alianzas políticas con otros personajes no jugables.
Una característica central del juego es el asentamiento que el jugador, como Eivor, ayudará a construir y liderar durante el juego, según Ismail. "Queremos que sientas que es tu hogar, que estás construyendo, a través de la acciones realizadas en el mundo, al final del día, yendo para alimentar al asentamiento de modo que pueda crecer, pueda florecer." El jugador será capaz de dirigir construcción de tipos seguros de edificios qué en girar proporcionar beneficios para gameplay. Para construir estas estructuras, el jugador necesitará dirigir a los vikingos en incursiones para recoger recursos. El combate naval regresará, con medios más rápidos para lograr las incursiones, y para huir después de un combate en tierra, más que combate con otros barcos navales.
Valhalla es un juego de un solo jugador, pero incluirá componentes en línea con el propósito de animar a los jugadores de compartir su progreso y creatividad.
Como su predecesor, Valhalla implementará un árbol de habilidades, pero esto será más como una mezcla de árboles de habilidades de The Witcher, Fallout 4 y Skyrim.

## Sinopsis

### Premisa
En el año 873 d. C., la guerra y el hacinamiento llevaron a Eivor a liderar a su clan de vikingos para que abandonaran Noruega. Se instalan en la Inglaterra medieval como parte de la expansión vikinga en toda Europa. Esto los pone en conflicto con los reinos anglosajones de Wessex, Northumbria, Estanglia y Mercia. El clan de Eivor enfrentará fuerzas lideradas por los líderes de estos reinos, incluido Alfredo el Grande, el rey de Wessex. Es durante este tiempo que Eivor se encuentra con los Ocultos y se une a su lucha contra la Orden de los Antiguos. Las ciudades explorables incluyen Winchester, Londres y York, así como partes de Noruega, América, Irlanda y Francia. Al igual que con juegos anteriores de la serie, Valhalla presenta una narrativa ambientada en el presente que sigue a Layla Hassan, un personaje que aparece en Origins y Odyssey. Valhalla también contendrá elementos de la historia relacionados con los Isu, quienes, como parte de la tradición de la saga de Assassin's Creed Valhalla, una civilización avanzada que es anterior a la humanidad.

### Trama
2 años después de los eventos en Grecia, el inexplicable fortalecimiento del campo magnético de la Tierra ha comenzado a tener efectos negativos en el planeta. La Hermandad de los Asesinos reciben una señal que los lleva a las coordenadas de Nueva Inglaterra, donde Layla Hassan, habiendo sido reasignada por William Miles, para trabajar junto a Shaun Hastings y Rebecca Crane exhuman los restos de un asaltante vikingo. Layla, continua luchando bajo la influencia de la Vara de Hermes y su consciencia por la muerte de su amiga, la doctora Victoria Bibeau, situación que provocó grandes tensiones entre Layla y Los Asesinos, disolviendo su cédula anterior e incluso haciendo que la Isu Aletheia (la voz de consciencia impregnada en la Vara de Hermes) dejara de comunicarse con ella. Aun con todos sus problemas, Layla cumple su trabajo e ingresa al Animus para ver los recuerdos del asaltante nórdico.
En la Noruega del siglo IX, durante una fiesta en honor al rey Styrbjorn del Clan Cuervo, un joven Eivor Varinsdottir es testigo del saqueo de su ciudad natal por parte del señor de la guerra Kjotve el Cruel. El padre de Eivor, Varin, se rinde a cambio de la seguridad de su pueblo, desafiando la tradición vikinga de morir honorablemente en la batalla. Kjotve mata a Varin y masacra la ciudad. Eivor es rescatado por Sigurd, el hijo de Styrbjorn, pero durante su fuga es atacado por un lobo, ganándose el apodo de "Lobo besado". Diecisiete años después, Eivor ha sido adoptado por Styrbjorn y busca venganza contra Kjotve. Su último intento falla, pero recupera el hacha de su padre. Al tocarlo, Eivor experimenta una visión de Odín, lo que la lleva a consultar al vidente local Valka. Valka induce otra visión de Sigurd perdiendo un brazo antes de ser consumido por un lobo gigante. Valka interpreta la visión como una profecía de que Eivor traicionará a Sigurd, lo que ella se niega a creer.
Styrbjorn reprende a Eivor por perseguir a Kjotve, que corre el riesgo de una guerra abierta. Sigurd regresa de una expedición de incursión, junto con los extranjeros Basim y Hytham, miembros de los Ocultos. Sigurd le presenta a Eivor una hoja oculta de Basim. Los hermanos desafían las órdenes de Styrbjorn y atacan a Kjotve, retomando una aldea antes de encontrarse con el rey Harald, quien les ofrece apoyo. Basim y Hytham explican que siguieron a Sigurd a Noruega para matar a Kjotve, que es miembro de la Orden de los Antiguos, pero aceptan dejar que Eivor lo haga. Con los refuerzos de Harald, Sigurd lidera un asalto a la fortaleza de Kjotve y Eivor mata a Kjotve.
Tras su victoria, Harald anuncia su intención de unir Noruega en un solo reino bajo su gobierno. Styrbjorn le promete lealtad a Harald, lo que enfurece a Sigurd, quien esperaba heredar la corona. Él y Eivor llevan a sus leales del clan a un éxodo a Inglaterra para construir su propio reino. Se instalan en un campamento vikingo abandonado en Mercia y lo llaman Ravensthorpe. Para asegurar su posición, se alían con los clanes vikingos locales y los reinos sajones, poniendo a Eivor en contacto con aliados como Ivar, Halfdan y Ubba Ragnarsson, Guthrum Jarl y Ceolwulf de Mercia. Mientras tanto, Hytham revela que la Orden de los Antiguos, enemigos de los Ocultos, está presente en Inglaterra y solicita la ayuda de Eivor para eliminar a sus miembros en Lunden, Jorvik y Winchester. En esta misión, Eivor cuenta con la ayuda de una persona bajo el seudónimo de "pobre compañero de Cristo".
Las visiones de Eivor continúan. Valka le da un elixir que la hace soñar con Asgard y la coloca en el cuerpo de Odín, que está intentando evitar su propia muerte predestinada por Ragnarök. Después de que Loki desafía las leyes de Odín y concibe un hijo, Fenrir, Odín viaja a Jötunheimr para recuperar un hidromiel mágico que asegurará que sus almas se reencarnen después de Ragnarök. Después de regresar a Asgard y atar a Fenrir, Odín y los otros Aesir, incluidos Thor, Tyr y Freyja, beben el hidromiel y pasan sus almas a Yggdrasil, pero prohíbe a Loki participar en el ritual. Layla se da cuenta de que estas visiones son en realidad del Isu durante la Gran Catástrofe y que, sin que los Aesir lo supieran, Loki desafió a Odín y aseguró su supervivencia.
Durante su estancia en Ravensthorpe, Edyt, una vidente, amiga de Valka, solicita ayuda a Eivor, menciona que su gente esta en peligro, y Valka la siguió, afirmando que estaban siendo "plagados de pesadillas" y temía que se extendiera a Ravensthorpe. Eivor va a investigar, pero no antes de que Valka advirtiera que posiblemente, Randvi estaba involucrada, y que tendrían que chocar antes de separarse para siempre. Sin creer esto, Eivor y Edyt viajan a la Isla de Skye. Al llegar, Eivor se dirige al pueblo de Edyt,  Kiltaraglen, donde muchos de los aldeanos parecían estar malditos, experimentando pesadillas que involucraban algún tipo de águila. Una mujer, que parecía estar el día de su boda, describió a una guerrera con el cabello trenzado, como la causa de las pesadillas. Luego de seguir varias pistas y hablar con algunos de los habitantes, Eivor, llega a un cementerio y encuentra varios cadáveres cerca de una figura arrodillada. Eivor gritó el nombre de Randvi, aunque la mujer se puso de pie y reveló su nombre : la misthios griega Kassandra. Después, de enfrentarse en combate, ambos decidieron revelar sus intenciones, ya que ambos estaban en búsqueda de un artefacto Isu, por lo que deciden trabajar juntos, aunque con muchas dudas, ya que durante una emboscada, algunos aldeanos hablaban el idioma griego, (idioma natal de Kassandra) lo cual genera desconfianza entre ambos, y una breve separación, la cual se anula, tiempo después, tras una cooperación en una cueva de pedestales, pues en dicha cueva se encontraba el artefacto, que causa las pesadillas en Kilraraglen, luego de que el artefacto se activa, Kassandra logra contiene su energía, completando la misión, liberando la maldición. Inicialmente, Kassandra tiene la intención de irse rápidamente, pero, siguiendo las tradiciones vikingas, Eivor la invita a una celebración, por el éxito en su trabajo, lo cual Kassandra, a pesar de las dudas acepta, ambos guerreros pasan la noche, sin saber, en una boda donde pasan el tiempo bebiendo, y charlando, hasta la partida en silencio de Kassandra.
Sigurd y Basim descubren una reliquia de Isu llamada Saga Stone y Sigurd, con el apoyo de Basim, llega a creerse un dios. Sigurd es capturado por Fulke, un agente de la Orden y sirviente del rey Aelfred de Wessex, que cree que es un Isu o descendiente de él. Eivor y Basim rastrean a Fulke hasta su fortaleza y la matan, aunque no antes de que ella hubiera torturado a Sigurd y le hubiera quitado el brazo derecho. Sigurd se retrae y se desilusiona. Convencido de su divinidad, Sigurd regresa a Noruega con Eivor, y descubren un templo Isu oculto con un sistema informático avanzado con forma de gran árbol.. Eivor y Sigurd se conectan a la computadora y aparentemente son transportados a Valhalla, donde pueden disfrutar de interminables batallas. Sin embargo, Eivor ve a su padre allí. Como su forma de morir impediría su presencia en la otra vida, Eivor se da cuenta de que Valhalla es un mundo de sueños y escapa con Sigurd. Afuera, se enfrentan a Basim, quien revela que Eivor, Sigurd y él mismo son reencarnaciones de Odín, Tyr y Loki respectivamente. Basim ataca a Eivor, buscando venganza por Fenrir, pero Eivor atrapa a Basim en la computadora con la ayuda de Sigurd.
Al darse cuenta de su locura, Sigurd abdica del liderazgo del clan a Eivor, eligiendo quedarse en Noruega o seguir a Eivor de regreso a Inglaterra. En Inglaterra, Eivor y sus aliados se unen al asalto de Guthrum a Wessex. La fuerza combinada danesa-sajona derrota a Aelfred en la batalla de Chippenham, lo que le obliga a huir. Más tarde, Eivor rastrea a Aelfred, que ahora vive en el exilio como un plebeyo en Athelney, y se entera de que es el Gran Maestre de la Orden de los Antiguos y el "Pobre Compañero-Soldado de Cristo". Habiendo heredado el liderazgo, pero disgustado por la aparente herejía de la Orden contra el cristianismo, Aelfred había trabajado para destruirlo desde adentro; él planea construir un nuevo orden temeroso de Dios para tomar su lugar. Eivor regresa a Ravensthorpe para recibir la bienvenida de un héroe.
En 2020, los Asesinos dedujeron que el fortalecimiento del campo magnético es el resultado de la activación de las torres Isu por Desmond Miles para proteger a la Tierra de una eyección de masa coronal en 2012. Para devolver el campo a su fuerza adecuada, Layla viaja al templo de Noruega, trayendo el Bastón para protegerse de la radiación letal. Layla entra en la computadora de simulación del templo y se encuentra con Basim, quien permanece atrapado. Basim revela que envió el mensaje que llevaba a los Asesinos a Eivor e instruye a Layla sobre cómo estabilizar el campo magnético. Esto a su vez libera a Basim. Ahora atrapada en la simulación, Layla se encuentra con un ser llamado Lector, y juntos trabajan para prevenir otro evento de extinción. Mientras tanto, Basim roba el Bastón, que contiene la conciencia de su amante, Aletheia, y rejuvenece su cuerpo, escapando del templo. Conoce a Shaun y Rebecca y solicita conocer a William Miles. Después de que se van, Basim vuelve a entrar en el Animus para localizar a sus hijos desaparecidos.

#### La ira de los druidas
En 879 d. C., tras los acontecimientos del juego principal, Eivor recibe una carta de su prima materna Bárid mac Ímair, quien se ha convertido en el rey de Dublín, pidiendo la ayuda de Eivor. Eivor viaja a Irlanda, se reencuentra con su prima y conoce al rebelde hijo de Bárid, Sichfrith. Bárid informa a Eivor de su deseo de convertirse en aliado de Flann Sinna, que será coronado Gran Rey de Irlanda, y Eivor accede a acompañarlo a la coronación de Flann, y conoce a la bardo irlandesa Ciara ingen Medba, que se desempeña como asesora personal de Flann. Poco antes de la coronación de Flann, Eivor, Ciara y Bárid descubren un complot para asesinar públicamente a Flann y frustrar los intentos del asesino, con Eivor y Bárid rastreando y matando al culpable. Al informar a Ciara, ella les pide a los dos que no informen a Flann y potencialmente interrumpan la ceremonia. Más tarde, Eivor se reúne con Flann y ayuda al Gran Rey a reunir aliados para fortalecer su gobierno sobre Irlanda. Después de tomar el castillo de Cashelore, Eivor descubre que el ejército de Flann ha sido envenenado y viaja con Ciara para encontrar un antídoto. Eivor se entera de que los Hijos de Danu; un culto de druidas que buscan expulsar a los credos nórdicos y cristianos de Irlanda, son los responsables. Eivor también se entera de que Ciara fue miembro de los Hijos de Danu. Ciara le dice a Eivor que dejó el culto al enterarse de sus formas extremistas, y Eivor promete darles caza.
Eivor persigue a los Hijos de Danu, debilitando su control en Irlanda y asegurando la alianza de Bárid con Flann. En 881, Eivor descubre que el líder de los Hijos de Danu es el abad de Armagh, Eogan mac Cartaigh, que fingía la fe cristiana y deseaba expulsar a los nórdicos y cristianos de Irlanda. Mientras informa a Flann y Bárid de la revelación, Eogan hace que sus fuerzas asedien a Clogher. Bárid muere en el ataque, pero el gobierno de Sichfrith como rey de Dublín está asegurado. Eivor jura venganza por él, y luego lidera un asalto a Clogher, donde ella se enfrenta y mata a Eogan.
Eivor regresa al Úlster con Ciara para hablar con Flann, solo para descubrir que los otros reyes de Irlanda desean erradicar la fe druídica por completo de Irlanda, habiendo escuchado sobre el estatus de Eogan como druida. Flann acepta a regañadientes lanzar una inquisición contra los druidas, donde cualquier practicante puede reformarse o ser exiliado. Enfurecida, Ciara va a Lia Fáil para evitar que su cultura sea erradicada. Eivor va a confrontar a Ciara con Flann, quien se ha dado cuenta del error en su apresurada decisión. Eivor y Flann no logran hablar con Ciara, y ella utiliza el poder de la piedra para tomar el control de los hombres de Flann, y más tarde del propio Flann, para luchar contra sus oponentes. Ciara es derrotada por Eivor, quien tiene la opción de perdonarla o matarla.
Si Ciara muere, Eivor le da una muerte honorable, y Flann lamentablemente reflexiona que le falló antes de destruir a Lia Fáil, por lo que su poder no se puede utilizar de nuevo. Si Ciara se salva, Flann le pide disculpas por su decisión y promete retractarse, dando a los druidas su propia tierra para practicar sus creencias. Agradecida, Ciara destruye el Lia Fáil. Independientemente de lo que se elija, Eivor regresa a Dublín y visita la tumba de Bárid con Sichfrith y Flann. Flann promete a Eivor que será un buen rey para el pueblo de Irlanda, antes de dejar solos a Eivor y Sichfrith. Los dos primos reflexionan sobre el deseo de Bárid de tener un Dublín próspero y el vínculo que los une como familia.

#### El asedio de París
En 885 d. C., Toka Sinricsdottir, un asaltante vikingo de Francia, visita a Eivor y lo recluta para participar en una incursión planificada en la ciudad de París; preocupado por la amenaza potencial para Inglaterra que representa el emperador franco Carlos el Gordo, Eivor está de acuerdo. Junto a Toka, Eivor viaja a Melun para encontrarse con Sigfred, el tío y jarl de Toka. Sigfred busca venganza contra los francos por la muerte de su hermano Sinric, el padre de Toka. Eivor promete su espada para la incursión que se avecina, pero busca una audiencia con Carlos con la esperanza de poner fin al conflicto de manera pacífica.
Después de rechazar un ataque del obispo franco Engelwin, el hombre directamente responsable de la muerte de Sincric, Eivor y Sigfred viajan a París en su persecución. Allí, son testigos del Conde Odo, el líder militar de París reuniendo sus fuerzas. Eivor persigue a Engelwin a una iglesia local y se infiltra en ella bajo la apariencia de un adherente. Ella mata a Engelwin y descubre una conexión con una secta secreta y celosa de la Iglesia llamada Bellatores Dei (Guerreros de Dios en latín). Con Engelwin muerto, Eivor dirige su atención a Carlos el Gordo y descubre su presencia en un burdel local. Al reunirse con Carlos, Eivor acepta rescatar a la esposa de Carlos, Richardis, quien recientemente ha desaparecido, a cambio de una negociación sobre el destino de Inglaterra.
Persiguiendo a Richardis hasta Évreux, Eivor se entera de que está cautiva por una monja conocida sólo como "Madrecita", y que debe someterse a un exorcismo religioso típicamente fatal. Eivor se infiltra en la ceremonia y asesina a Madrecita, atándola también a los Bellatores Dei. Richardis y Eivor se van a Lisieux, donde Eivor conoce a Bernard, el heredero ilegítimo pero único varón de Carlos. Se da cuenta de que Carlos finalmente busca a Bernard, y que Richardis lo protege para evitar que su padre lo corrompa antes de que pueda convertirse en rey.
Después de encontrarse con Carlos y ser traicionado por él, Eivor regresa al campamento de avanzada de Sigfred en el sur de París. Allí, todavía con la esperanza de una resolución pacífica, Eivor decide buscar al Conde Odo. Al hacerlo, la oferta de paz de Eivor, tierra y plata a cambio de un fin inmediato de las hostilidades, es rechazada rotundamente y el ejército vikingo comienza a prepararse para el próximo asedio de la ciudad.
Durante el asedio, Eivor contrata a dos miembros más de Bellatores Dei, incluido el obispo Gozlin de París, pero se desanima cuando presencia la sed de sangre de Sigfred. Decidido a terminar el asedio rápidamente, Eivor se infiltra en el palacio de Odo y, después de una breve batalla, lo obliga a rendirse justo cuando llegan los refuerzos de Carlos el Gordo. Durante las conversaciones de paz, Sigfred acepta poner fin al asedio a cambio de una considerable suma de plata y se convierte en protector de las tierras de Normandía. Habiendo perdido a tantos hombres durante el asedio, Eivor está satisfecho de que Carlos ya no pueda representar una amenaza para Inglaterra.
Algún tiempo después, Eivor es contactado por el Conde Odo, quien le informa que Richardis y Bernard han desaparecido. Señala a Eivor a Amiens y le pide que mate a Carlos. Viajando a Amiens, Eivor rescata a Bernard antes de infiltrarse en el palacio de Carlos. Carlos, abrumado por la locura y habiendo acusado repetidamente a Richardis de adulterio, la somete a una prueba de fuego, pero con la intervención oportuna de Eivor y un aguacero, sobrevive. Eivor se encuentra con Carlos en la batalla debajo del palacio, donde se le presenta la oportunidad de matar a Carlos o someterlo. Independientemente de su elección, el Conde Odo toma medidas para llenar el vacío dejado por la ausencia de Carlos.
Con el fin de la amenaza a Inglaterra, Eivor deja Francia sabiendo que tiene un nuevo amigo y aliado en el jarl Toka Sinricsdottir, quien recientemente había asumido el cargo tras la decisión de Sigfred de dimitir.

## Desarrollo
El título en desarrollo Assassin's Creed Valhalla fue filtrado en abril de 2019 como Assassin's Creed Kingdom. También se informó que el juego se llamaría Assassin's Creed Ragnarök. Ubisoft mostró el desarrollo del juego con un easter egg escondido en Tom Clancy's The División 2.
El fracaso comercial y crítico de Tom Clancy's Ghost Recon Breakpoint—otra propiedad intelectual poseída por Ubisoft y lanzado en 2019—incitó que Ubisoft revalúe el desarrollo de sus próximos títulos, incluido Assassin's Creed Valhalla.
Valhalla ha estado en desarrollo durante más de dos años y medio por el equipo creador de Assassin's Creed Origins, Ubisoft Montreal y apoyado por otros 14 estudios de Ubisoft en todo el mundo. El director del título es Ashraf Ismail quien trabajo anteriormente con Assassin's Creed Origins y Assassin's Creed IV: Black Flag. El director narrativo del juego Darby McDevitt dijo que reconocieron que habría semejanzas con los videojuegos de God of War, pero sentía aquellos juegos "realmente se centran en la mitología", mientras que con Valhalla, quisieron una experiencia "basada en la historia".
Valhalla está planificado para su lanzamiento a finales de 2020 para Microsoft Windows, PlayStation 4, Xbox One, y Google Stadia. También será el primer Assassin Creed de la próxima generación, PlayStation 5 y Xbox Series X|S. Ismail dijo que Valhalla representa para Ubisoft el juego "emblema" para estos sistemas de próxima generación, y ha sido desarrollado para tomar ventaja de los tiempos de carga más rápida que ofrecen las consolas nuevas. Con las versiones de Xbox, el juego apoyará el programa de entrega "Smart Delivery", permitiendo al jugador adquirir solo uno copia del juego que trabajará en ambos Xbox One o Xbox Series X|S.

## Lanzamiento

### Marketing
La pandemia del coronavirus del 2019-2020 provocó la anulación de la Electronic Entertainment Expo 2020, que tradicionalmente había sido una plataforma importante para que los desarrolladores anuncien lanzamientos futuros. En respuesta a esto, Ubisoft se movió a una plataforma digital en línea para revelar sus lanzamientos futuros títulos. El 30 de abril de 2020, Ubisoft subió el tráiler de anuncio oficial.

## Recepción
Assassin's Creed Valhalla recibió "críticas generalmente favorables" de los críticos, según el agregador de reseñas Metacritic.
Game Informer dio una crítica muy positiva, elogiando la narrativa, la combinación de sistemas de juego y el mundo de Valhalla. "Cada entrega alcanza diferentes puntos clave para diferentes jugadores con diferentes grados de éxito, pero por primera vez en la serie, el equilibrio se siente perfecto en Assassin's Creed Valhalla. Con su atractiva combinación de combate, exploración de mundo abierto, contenido de historia elaborado, y gestión de asentamientos, esta saga vikinga es una epopeya con algo para todos".
De manera similar, GamesRadar+ elogió el juego por su variedad en la jugabilidad, la narrativa y por incentivar a los jugadores a tomar sus propias decisiones. El crítico resumió la reseña de 4.5 / 5 estrellas escribiendo: "Con un mundo en expansión que conquistar y un combate sangriento, pero también la oportunidad de usar esa icónica espada oculta, Assassin's Creed Valhalla aporta un equilibrio triunfal a la serie".
The Escapist elogió el juego como un punto culminante en la franquicia, elogiando el combate, los personajes, la narrativa y las cualidades mejoradas como un videojuego de rol en comparación con sus predecesores: "Dado que casi todas las baratijas, reliquias y marcadores de mapas tienen un propósito significativo, Assassin's Creed Valhalla es un juego de mundo abierto poco común en el que prácticamente cualquier actividad merece la pena. Al igual que Eivor escalando las montañas cubiertas de nieve de Noruega, Valhalla alcanza nuevas alturas para la era de los juegos de rol de Assassin's Creed, y nunca he estado más emocionado para ver a dónde va la serie a continuación".
GameSpot le dio al juego 8/10, elogiando la historia y la conclusión de varias tramas de la franquicia, pero notó la falta de desarrollo del personaje, y finalmente dijo que " Valhalla es un título de Assassin's Creed seguro que conlleva algunos riesgos narrativos que, en su conjunto, saldar".
IGN también le dio un 8/10, escribiendo: "Assassin's Creed Valhalla es un mundo abierto masivo y hermoso alimentado por una vida brutal y el trabajo sucio de los conquistadores. Es mucho más defectuoso de lo que debería ser, pero también impresionante en múltiples niveles".
Hardcore Gamer comparó el juego favorablemente con sus predecesores Assassin's Creed Odyssey y Assassin's Creed Origins, citando las mejoras en el juego como la razón: " Assassin's Creed Valhalla trae mejoras en la calidad de vida al nuevo modelo de Assassin's Creed, pero no se aleja demasiado de lo familiar. territorio. Si disfrutó de los dos últimos juegos y quiere más de eso, Valhalla es exactamente lo que recetó el médico, pero puede haber algunos que después de pasar más de 200 horas completando Origins y Odyssey estén agotados con el formato".
GameRevolution dio el juego 2,5 / 4 estrellas, escribiendo: "Assassins Creed Valhalla debe servir como una experiencia de aprendizaje como el Credo de la Unidad de asesino. La última entrega que obligó a Ubisoft a reconsiderar su enfoque Valhalla ' es innecesariamente recuento horas inflado, la mecánica de sigilo limitados, desconectado La historia y la abrumadora sensación de familiaridad apuntan a que una serie está nuevamente en declive debido a su incapacidad para concentrarse en sus puntos fuertes".
Rock, Paper, Shotgun dio una revisión mixta del juego. Al elogiar su alcance, se criticaron el carácter de Eivor y la presentación del mundo, el sistema de progresión y la falta de coherencia en el juego. " Valhalla es abrumador y desordenado, pero también es una mezcla de las mejores partes de la serie". Como conclusión, el crítico escribió que "Valhalla es tan complejo que es un punto de entrada pobre si nunca antes has jugado un juego de Assassin's Creed".
A principios de febrero de 2021, los fanáticos criticaron a Ubisoft por lo que percibían como priorizar el uso de microtransacciones sobre las mejoras en el juego y las correcciones de errores. Un Reddit después ganó fuerza con la observación de que Valhalla ' s en la tienda del juego estaba vendiendo actualmente nueve conjuntos de armadura exclusivos, publicado después de su lanzamiento, que era el mismo número de juegos disponibles en el juego base.

### Premios
Assassin's Creed Valhalla fue nominado por Innovación en Accesibilidad y Mejor Acción / Aventura en The Game Awards 2020, y como Videojuego Sobresaliente en el GLAAD Media Award 2021. También obtuvo siete nominaciones para los Premios NAVGTR, incluido el juego del año.

### Ventas
Assassin's Creed Valhalla vendió más copias durante su primera semana de lanzamiento que cualquier otro juego de Assassin's Creed, y la versión para PC también tuvo el lanzamiento más exitoso de cualquier juego de PC publicado por Ubisoft. El 17 de noviembre de 2020, Ubisoft confirmó que el juego tenía más de 1,8 millones de jugadores. La versión de PlayStation 4 vendió 45 055 copias físicas en su primera semana a la venta en Japón, lo que lo convierte en el segundo juego minorista más vendido de la semana en el país. La versión de PlayStation 5 fue el vigésimo quinto juego minorista más vendido en Japón durante la misma semana, con 4 227 copias vendidas. En general, el juego es el segundo título más rentable en la historia de Ubisoft.

### Impacto
La primera gran expansión del juego, Wrath of the Druids, fue promovida por Tourism Ireland, el organismo de marketing responsable de comercializar la isla de Irlanda en el extranjero, con el fin de impulsar el interés turístico.